# Hieronim Chodkiewicz (zm. 1617)
Hieronim Chodkiewicz lub Jarosz Chodkiewicz herbu własnego (ur. ok. 1565, zm. 18 listopada 1617) – kasztelan wileński, starosta i administrator brzeskolitewski.

## Życiorys
Był synem Jerzego kasztelana trockiego, i Zofii z Olelkowiczów Słuckiej. W 1584 przebywał jako dworzanin na dworze króla Stefana Batorego, w 1588 piastował godność koniuszego litewskiego, w 1593 został wojewodą mścisławskim, a od r. 1595 był kasztelanem wileńskim i prawie równocześnie starostą brzeskim i marszałkiem trybunału litewskiego. W wojnie o Inflanty w 1600 własnym kosztem wystawił zbrojne hufce i odznaczył się jako poseł króla Zygmunta III Wazy w sprawie odbioru zamków inflanckich. W rokoszu Zebrzydowskiego odegrał na Litwie oraz w negocjacjach Zygmunta III z Zebrzydowskim znaczną rolę, stojąc bez zastrzeżeń po stronie Zygmunta wraz z Aleksandrem Chodkiewiczem wojewodą trockim i Janem Karolem Chodkiewiczem hetmanem wielkim litewskim. Podczas wyprawy Zygmunta III na Moskwę w 1610-1612, jako kasztelan wileński z urzędu przebywał na dworze królowej Konstancji w Wilnie, podczas pobytu króla pod Smoleńskiem radą swą służył królowi. W latach 1613–1615 wojny o Smoleńsk wspomagał oblężony Smoleńsk przysłanymi na pomoc posiłkami. W 1616 - wybrano Hieronima na sejmie warszawskim komisarzem do rozgraniczenia województwa podlaskiego od Litwy. W 1617 towarzyszył królewiczowi Władysławowi przed wyprawą na Moskwę aż do Krzemieńca.
Hieronim był dobrodziejem zakonu bernardynów w Wilnie oraz jezuitów w Brześciu Litewskim. Był czterokrotnie żonaty. Z drugiego małżeństwa z Anną Tarło miał dwóch synów: Krzysztofa i Jana Hieronima. Czwartą żoną (od r. 1614) była Zofia z Korabczewskich, wdowa po kniaziu Romanie Rożyńskim. Według tekstu na jego portrecie, został pochowany w Brzostowicy, według Teodora Żychlińskiego i Wandy Dobrowolskiej – w Brześciu Litewskim.